# Consumidor

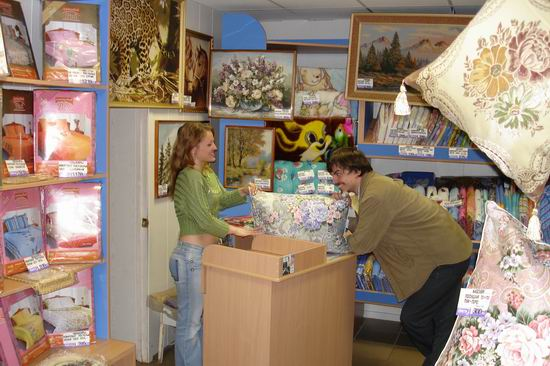
Venda

El consumidor és la persona o empresa que adquireix un producte o servei d'un altre, pagant el preu establert. El consumidor fixa en part l'intercanvi comercial, ja que amb les seves decisions de compra regula l'oferta i la demanda i ajusta els preus i la competència. Per això és l'objectiu de la publicitat i les campanyes de marxandatge, que volen influir perquè esculli un determinat bé, en tingui o no la necessitat.
El concepte ampli de consumidor neix amb la segona revolució industrial, quan es va constatar la necessitat de donar als obrers un sou que els permetés comprar productes, ja que les classes benestants no absorbien l'oferta creixent de mercaderies. Des d'aleshores tothom és un consumidor potencial, si bé les empreses classifiquen el seu target, o objectiu preferent, i concentren els esforços en aquell sector de la població més procliu a adquirir la seva oferta.
Els consumidors es poden associar per defensar els seus drets de manera col·lectiva, especialment enfront dels possibles abusos de les multinacionals i monopolis. Organitzacions com Consum Català, l'Organització de Consumidors i Usuaris de Catalunya, o Euroconsumers a escala europea, vetllen per aquests drets.

## El consumidor en la teoria neoclàssica
En la teoria (neo)clàssica de microeconomia, s'entén que un consumidor posseeix un pressupost que pot ser gastat en un ampli ventall de productes (béns i serveis) disponibles en el mercat. Sota l'assumpció de racionalitat, aquesta elecció de despesa pressupostària es realitza d'acord amb les preferències del consumidor; per exemple, per a maximitzar la seua funció d'utilitat, o per a prioritzar les necessitats per sobre els desitjos. Es considera que el consumidor pot invertir una proporció del seu pressupost per a obtenir un major pressupost en períodes futurs. Aquesta elecció d'inversió pot incloure taxes d'interès fix o actius financers sense risc.
En els últims temps, la preocupació sobre la preservació dels interessos del consumidor ha calat en la societat, arribant-se a incorporar assignatures sobre educació del consumidor dins dels programes educatius.

## El consumidor en altres models
Recentment, a la paraula Consumidor se li ha addicionat la de Prosumidor, per a fer referència a la doble labor que poden assumir els Clients, la de consumir i la vegada produir. Amb la proliferació de la microempresa i l'empresa familiar, les persones arriben a ser consumidores dels seus propis productes. Paral·lelament, les àrees de mercadeig de les empreses tendeixen a donar-se suport cada vegada més en els seus Clients o Consumidors, perquè els recolzen en la generació d'idees i desenvolupament de nous productes, i encara més, els ajuden en la consecució i tancament de noves vendes, convertint-se en veritables defensors i promotors de l'empresa i els seus serveis.
El Consumidor no és un simple agent passiu que espera que li oferisquen els productes i serveis, és un agent actiu amb el poder suficient per a assolir canvis en les ofertes i fins en les mateixes empreses, perquè s'ajusten als seus requeriments i necessitats. Cada vegada s'és més conscient que l'important no és la venda sinó la seu repetició, l'important no és el primer consum sinó la seua repetició successiva. Per això, sorgeixen programes de fidelització dirigits als clients actuals en recerca de mantenir la seua preferència i assolir les compres.

## Comportament del consumidor
Es refereix a la conducta que els consumidors tenen quan compren, usen, avaluen i rebutgen productes i serveis que esperen que satisfacin les seves necessitats. L'estudi del comportament del consumidor és l'estudi de com els individus prenen decisions per gastar els seus recursos disponibles (temps, diners i esforç) en assumptes relacionats amb el consum.
El comportament del consumidor pot avaluar a través dels sistemes CRM.